# Journal of Animal and Feed Sciences
Journal of Animal and Feed Sciences (skrót ISO 4: J. Anim. Feed Sci.; skrót nieoficjalny: JAFS) jest recenzowanym czasopismem naukowym wydawanym kwartalnie publikującym artykuły z zakresu fizjologii, żywienia, hodowli, genetyki i biotechnologii zwierząt oraz paszoznawstwa.
Czasopismo, będące kontynuacją Roczników Nauk Rolniczych Serii B, Zootechnika, założono w 1991 roku, a pierwszy numer ukazał się w 1992 roku. Wydawcą czasopisma jest Instytut Fizjologii i Żywienia Zwierząt im. Jana Kielanowskiego Polskiej Akademii Nauk z siedzibą w Jabłonnie koło Warszawy (Polska). Redaktorem naczelnym czasopisma jest dr inż. Agata Krawczyńska.
Do tej pory ukazało się 30 tomów oraz 9 suplementów wydawanych z okazji konferencji i warsztatów badawczych.
W ostatnich latach zmieniono szatę graficzną czasopisma (od 2013 roku wydawane w formacie A4, skład dwukolumnowy), wprowadzono numery DOI i system antyplagiatowy. Od tomu 30 czasopismo ma również nową szatę graficzną.

## Redaktorzy naczelni
- Jan Kowalczyk (1991–2013)
- Jacek Skomiał (2014–2020)
- Agata Krawczyńska (od 2020)

## Komitet Redakcyjny
W skład Komitetu Redakcyjnego czasopisma wchodzą profesorowie i doktorzy o światowej renomie w tematyce badawczej poruszanej w czasopiśmie:
- Bagnicka Emilia – Instytut Genetyki i Hodowli Zwierząt Polskiej Akademii Nauk, Jastrzębiec, Polska
- Barszcz Marcin – Instytut Fizjologii i Żywienia Zwierząt im. Jana Kielanowskiego Polskiej Akademii Nauk, Jabłonna, Warszawa
- Chwalibog André – University of Copenhagen, Kopenhaga, Dania
- Czauderna Marian – Instytut Fizjologii i Żywienia Zwierząt im. Jana Kielanowskiego Polskiej Akademii Nauk, Jabłonna, Warszawa
- France James – Uniwersytet w Guelph, Guelph, Kanada
- Gajewska Alina (co-editor) – Instytut Fizjologii i Żywienia Zwierząt im. Jana Kielanowskiego Polskiej Akademii Nauk, Jabłonna, Warszawa
- Gallo Antonio – Katolicki Uniwersytet Najświętszego Serca, Piacenza, Włochy
- Hammon Harald M. – Leibniz Institute for Farm Animal Biology, Dummerstorf, Niemcy
- Huhtanen Pekka – Swedish University of Agricultural Sciences, Umeå, Szwecja
- Jankowski Jan (co-editor) – Uniwersytet Warmińsko-Mazurski w Olsztynie, Olsztyn, Polska
- Kikusato Motoi – Tohoku University, Sendai, Japonia
- Kowalski Zygmunt M. – Uniwersytet Rolniczy im. Hugona Kołłątaja w Krakowie, Kraków, Polska
- Koziec Krystyna – Uniwersytet Rolniczy im. Hugona Kołłątaja w Krakowie, Kraków, Polska
- Krawczyńska Agata – Instytut Fizjologii i Żywienia Zwierząt im. Jana Kielanowskiego Polskiej Akademii Nauk, Jabłonna, Warszawa
- Kreuzer Michael – Institute of Agricultural Science, ETH, Zurich, Szwajcaria
- Marounek Milan – Institute of Animal Science, Praha-Uhříněves, Czechy
- McGee Mark – Teagasc, Grange Animal & Grassland Research and Innovation Centre, Dunsany, Irlandia
- Metges Cornelia C. – Leibniz Institute for Farm Animal Biology, Dummerstorf, Niemcy
- Pinotti Luciano – Uniwersytet Mediolański, Mediolan, Włochy
- Scanes Colin G. – Uniwersytet Stanu Iowa, Ames, USA
- Simon Ortwin – Wolny Uniwersytet Berliński, Berlin, Niemcy
- Skwarło-Sońta Krystyna – Uniwersytet Warszawski, Warszawa, Polska
- Szumacher Małgorzata (co-editor) – Uniwersytet Przyrodniczy w Poznaniu, Poznań, Polska
- Szwaczkowski Tomasz (statistical editor) – Uniwersytet Przyrodniczy w Poznaniu, Poznań, Polska
- Tauson Anne-Helene – Uniwersytet Kopenhaski, Kopenhaga, Dania
- Twarużek Magdalena – Uniwersytet Kazimierza Wielkiego w Bydgoszczy, Polska
- Yao Gang – Xinjiang Agricultural University, Xinjiang, Chiny
- Zabielski Romuald – Szkoła Główna Gospodarstwa Wiejskiego w Warszawie – SGGW, Warszawa, Polska
- Zduńczyk Zenon – Uniwersytet Warmińsko-Mazurski w Olsztynie, Olsztyn, Polska
- Zentek Jürgen – Wolny Uniwersytet Berliński, Berlin, Niemcy

## Punktacja i indeksowanie
Journal of Animal and Feed Sciences indeksowany jest w bazie Journal Citation Reports (zobacz lista filadelfijska). W 2020 roku posiadał wskaźnik cytowań (impact factor) wynoszący 1,525, 5-letni wskaźnik cytowań – 1,625 i znajdował się na 37/68 pozycji (Q3) w kategorii Agriculture, Dairy & Animal Science (czerwiec 2021). Czasopismo było pierwszym polskim czasopismem o tematyce zootechnicznej, które znalazło się liście filadelfijskiej (2000 rok).
Czasopismo znajduje się również w bazie SCOPUS i jest indeksowane przez SCImago Journal & Country Rank w dwóch kategoriach: Animal Science and Zoology (150/416; Q2) oraz Food Science (161/310) (czerwiec 2021); 2020: Citing Score – 2,2, SJR – 0.458.
Journal of Animal and Feed Sciences znajduje się również w wykazie czasopism naukowych i recenzowanych materiałów z konferencji międzynarodowych Ministerstwa Edukacji i Nauki z punktacją 40 pkt (2021).
Pozostałe bazy indeksujące czasopismo:

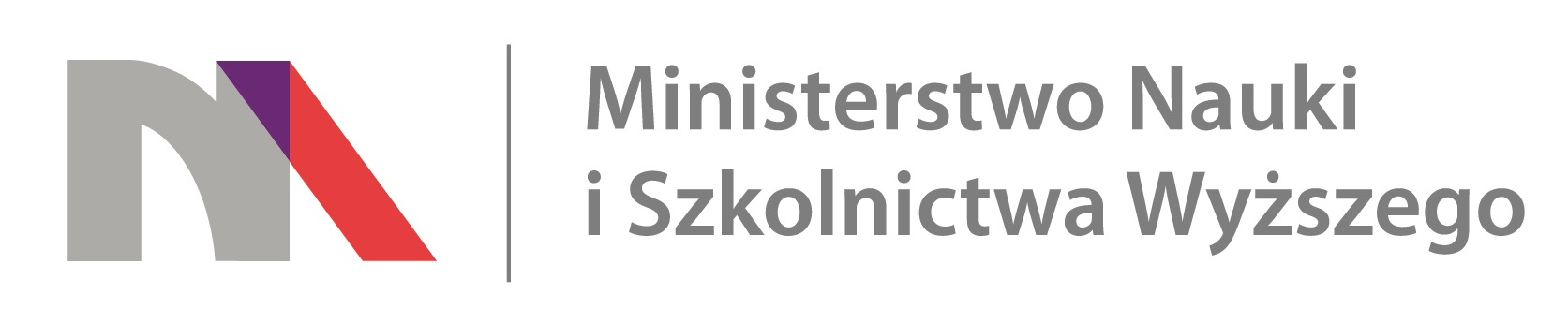
MNiSW

- AGRO;
- CAB Abstract;
- Cabell’s International;
- FSTA;
- Index Copernicus.

## Dofinansowanie MNiSW (2016–2017, 2018–2019)
W 2016 roku czasopismo otrzymało dofinansowanie z MNiSW w ramach finansowania działalności upowszechniającej naukę (DUN) na:
1. stworzenie bazy prac archiwalnych w nowoczesnej technologii i wprowadzenie do bazy POL-index – typ zadania: digitalizacja publikacji i monografii naukowych w celu zapewnienia i utrzymania otwartego dostępu do nich przez sieć Internet;
2. nadanie numerów DOI - typ zadania: digitalizacja publikacji i monografii naukowych w celu zapewnienia i utrzymania otwartego dostępu do nich przez sieć Internet;
3. korektę językową artykułów – typ zadania: stworzenie anglojęzycznych wersji wydawanych publikacji;
4. stworzenie bazy oraz wypłata wynagrodzeń zagranicznym recenzentom – typ zadania: udział uznanych zagranicznych recenzentów w ocenie publikacji;
5. wprowadzenie systemu antyplagiatowego oraz usprawnienie pracy Redakcji – typ zadania: wdrożenie procedur zabezpieczających oryginalność publikacji naukowych oraz zastosowane techniki zabezpieczeń.

W 2018 roku czasopismo także otrzymało dofinansowanie z MNiSW w ramach finansowania działalności upowszechniającej naukę (DUN) na:
1. wprowadzenie do bazy POL-index archiwalnych publikacji zamieszczonych w suplementach oraz publikacji – typ zadania: digitalizacja publikacji i monografii naukowych w celu zapewnienia i utrzymania otwartego dostępu do nich przez sieć Internet;
2. nadanie numerów DOI - typ zadania: digitalizacja publikacji i monografii naukowych w celu zapewnienia i utrzymania otwartego dostępu do nich przez sieć Internet;
3. korektę językową artykułów – typ zadania: stworzenie anglojęzycznych wersji wydawanych publikacji;
4. utrzymanie systemu antyplagiatowego oraz systemu usprawniającego pracę Redakcji – typ zadania: wdrożenie procedur zabezpieczających oryginalność publikacji naukowych oraz zastosowane techniki zabezpieczeń;
5. zintegrowaną z CrossRef stronę internetową wraz z interaktywnymi plikami pdf bieżących artykułów.